# Durable

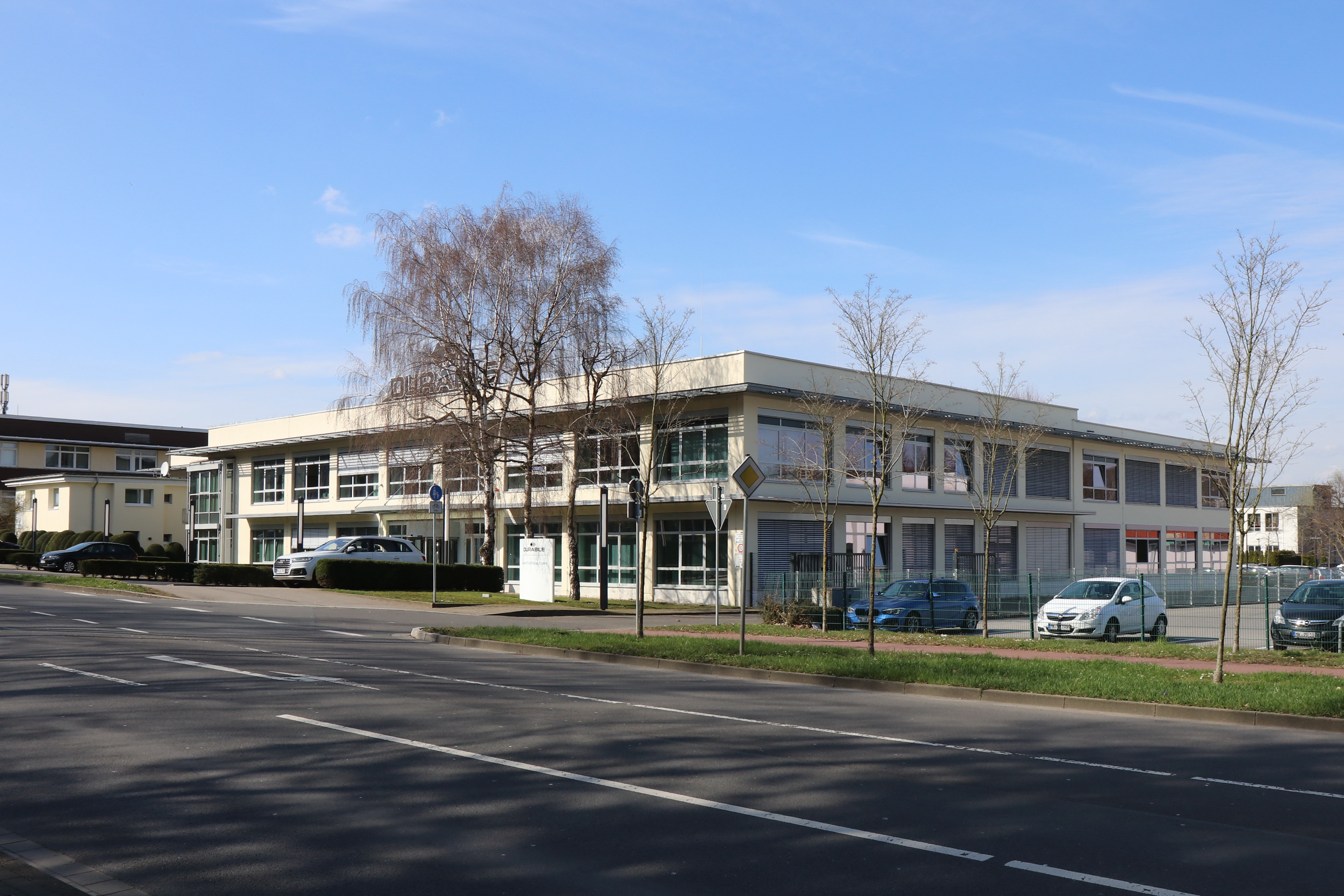
Standort Iserlohn

Die Durable Hunke & Jochheim GmbH & Co. KG ist ein international tätiges Unternehmen, das sich auf Büroartikel spezialisiert hat. Das Unternehmen beschäftigt rund 670 Mitarbeiter weltweit und erwirtschaftet einen Umsatz von etwa 98 Millionen Euro. Die Hauptverwaltung befindet sich in Iserlohn. Die Fertigung erfolgt an den Standorten Kamen-Methler und Stettin.
Vertriebsgesellschaften befinden sich in den USA, den Niederlanden, Schweden, Frankreich, Österreich, dem Vereinigten Königreich, Belgien und Italien.

## Geschichte
Das Unternehmen wurde 1920 von Karl Hunke und Wilhelm Jochheim zur Herstellung von Kartenreitern aus Metall gegründet und mit der Firma „Hunke & Jochheim“ als offene Handelsgesellschaft in das Handelsregister eingetragen.
Um 1930 beschäftigte das Unternehmen bereits ca. 50 Mitarbeiter.
Das im Zweiten Weltkrieg zerstörte Unternehmen wurde ab 1945 wieder aufgebaut. Mit zu Beginn 30 Mitarbeitern begann man einige Jahre später mit der Herstellung von ersten Kunststoffregistern. 1955 erwarb Hunke & Jochheim in Iserlohn an der Westfalenstraße, dem heutigen Sitz des Unternehmens, ein etwa 6.000 m² großes Grundstück; es entstehen weitere Produktionsflächen neben denen in der Innenstadt von Iserlohn. Das Unternehmen expandierte und konnte 1962 das Betriebsgelände an der Westfalenstraße um weitere 2.000 m² erweitern und 1963 eine weitere Fabrikationsstätte auf einem etwa 16.000 m² großen Industriegelände in Kamen-Methler erwerben. Die Betriebsfläche in der Iserlohner Innenstadt (Wilhelmstraße) wurde veräußert. Durable erwarb in den Folgejahren weitere Betriebsflächen am Standort Iserlohn und in Kamen-Methler.
1980 wurden die ersten ausländischen Tochtergesellschaften in England und Schweden gegründet, weitere folgten 1991 in den Niederlanden, 1997 in Belgien und 2000 in Frankreich. 2001 gründete Durable Tochtergesellschaften in Österreich und den USA.
Die Räumlichkeiten für die Produktion und die Hauptverwaltung in Iserlohn erweiterte man 1981 nochmals. Produktions- und Verwaltungsflächen umfassten nun 4.300 m². 1993 erwarb Durable eine Produktionsstätte in Gotha. Im gleichen Jahr folgte der Bau eines modernen Distributionszentrums mit Hochregallager in Iserlohn-Sümmern.
Die Änderung der Rechtsform in eine Kommanditgesellschaft mit gleichzeitiger Änderung der Firma in „Durable Hunke & Jochheim GmbH & Co. Kommanditgesellschaft“ folgte 1988.
2003 war das Unternehmen zum ersten Mal mit einem eigenen Stand auf der Messe Paperworld in China vertreten.
In den folgenden Jahren kamen weitere Standorte in Stettin (Polen) und  Coevorden (Niederlande) hinzu.

## Geschäftsführung
Die Geschäftsführung bilden Rolf Schifferens und Matthias Laue.
Horst-Werner Maier-Hunke war von 2006 bis 2016 Präsident des Verbandes der Metall- und Elektro-Industrie Nordrhein-Westfalen und Vizepräsident von Gesamtmetall. Im Juli 2010 erhielt Maier-Hunke das Bundesverdienstkreuz 1. Klasse.

## Marken
DURABLE
Im Jahre 1959 hatte Durable die Klemm-Mappe DURACLIP, die ein lochfreies Abheften von Dokumenten ermöglicht, erfunden und patentieren lassen. Unter der Marke Durable vertreibt das Unternehmen ein breites Sortiment an Büroorganisations- und Präsentationsmitteln, u. a. Orientierungs- und Präsentationssysteme, Büroeinrichtung, Namensschilder, Ausweishalter sowie Schreibtisch- und Computerzubehör.
LUCTRA
2015 führt Durable unter der Marke LUCTRA ein innovatives Leuchtensystem mit biologischer Lichtwirkung ein. Das Sortiment besteht aus Tisch-, Steh- und mobilen Leuchten in verschiedenen Designs. Die Produktion erfolgt in der LUCTRA-Manufaktur innerhalb der bestehenden Durable-Fertigung in Kamen-Methler.